# Шадринский округ
Шадринский округ (c 1924 Исетский) — административно-территориальная единица Уральской области РСФСР, существовавшая в 1923—1930 годах. Административный центр — город Шадринск.
Образован постановлениями ВЦИК от 3 и 12 ноября 1923 года. Делился на 16 районов:
- Багарякский
- Белоярский
- Верхтеченский
- Грязновский
- Далматовский
- Каменский
- Камышловский
- Каргопольский
- Катайский
- Мехонский
- Новопышминский
- Ольховский
- Песчанский
- Пышминский
- Смолинский
- Шадринский

В 1924 году Смолинский район был переименован в Буткинский, а Шадринский — в Исетский. В том же году образованы новые районы: Батуринский, Богдановичский, Курьинский, Покровский и Четкаринский, а Грязновский и Новопышминский районы были упразднены.
В 1926 году Исетский район был переименован в Шадринский.
30 июля 1930 году Шадринский округ, как и большинство остальных округов СССР, был упразднён. Его районы отошли в прямое подчинение Уральской области.
По переписи 1926 года на территории округа проживало 678,1 тыс. чел., в том числе русские — 98,8 %.